# Geneviève Grad
Geneviève Grad   (18è districte de París, 5 de juliol de 1944 - La Chaussée-Saint-Victor, 7 de novembre de 2024) va ser una actriu francesa. Va interpretar Nicole Cruchot, la filla del Mariscal Ludovic Cruchot (Louis de Funès) en les primeres tres pel·lícules de la sèrie d'El gendarme de Saint-Tropez de 1964 a 1968. Entre d'altres, va actuar en dues pel·lícules amb Paul Guers com la seva companya: Flaix Love (1972) i Libertés sexuelles (1977). També va aparèixer en diverses pel·lícules i sèries de televisió de les dècades del 1960 i 1970.

## Filmografia
- 1961: Un soir sur la plage
- 1961: Captain Fracasse
- 1962: The Centurion
- 1962: Arsène Lupin contre Arsène Lupin
- 1962: Attack of the Normans
- 1962: L'Empire de la nuit
- 1963: Hercules vs. Moloch
- 1963: The Beast of Babylon Against the Son of Hercules
- 1963: Sandokan the Great
- 1964: Gibraltar
- 1964: The Troops of St. Tropez
- 1964: L'Enlèvement d'Antoine Bigut (TV)
- 1965: Chambre à louer (TV)
- 1965: Frédéric le gardian (TV)
- 1965: Le gendarme à New York
- 1966: Su nombre es Daphne
- 1967: Le Fossé
- 1967: Quand la liberté venait du ciel (TV)
- 1967: Au théâtre ce soir: Ami-ami
- 1968: Le Démoniaque: Lise
- 1968: Le gendarme se marie
- 1969: Agence intérim (TV)
- 1970: The Palace of Angels
- 1970: OSS 117 Takes a Vacation
- 1972: Flash Love
- 1975: Au théâtre ce soir: La moitié du plaisir
- 1977: Libertés sexuelles
- 1977: Le Maestro
- 1978: Voltaire (o Ce diable d'homme) (TV)
- 1980: Comme une femme: La sœur d'Olivier
- 1980: La Vie des autres (TV)
- 1980: La Pharisienne (TV)
- 1980: Voulez-vous un bébé Nobel?
- 1983: Ça va pas être triste